# كاتريون (شركة)
كاتريون للتموين القابضة (سابقاً: شركة الخطوط السعودية للتموين)، (بالإنجليزية: SaudiaCatering). هي شركة تموين تابعة إلى مجموعة الخطوط السعودية القابضة. تقدم خدمات التموين في مجال المواد الغذائية والمشروبات، وتنسيق وتخطيط قوائم الطعام، وإنتاج وجبات الطعام المجمدة، وإدارة الصالات، وتنظيم قنوات التسوق، والمغاسل التجارية، والسكن، وخدمات الأمن.

## خلفية تاريخية
تعود بدايات العمل التجاري للشركة إلى عام 1981م عندما قامت شركة الخطوط الجوية العربية السعودية بتأسيس وحدة تموين خاصة في مطار الملك عبد العزيز الدولي في جدة لتقديم خدمات التموين والخدمات المساندة لرحلات الخطوط السعودية وغيرها من شركات الطيران. وقد تولت وحدة التموين في عام 1985م إدارة عمليات المبيعات الجوية (Skysales) على متن الخطوط السعودية، وتولت في عام 2007م إدارة صالات الفرسان. وعلى الرغم من أن وحدة التموين كانت جزءاً من الخطوط الجوية العربية السعودية، إلا أنها كانت تدير أعمالها كوحدة تجارية مستقلة. وفي إطار عملية الخصخصة، قامت الخطوط الجوية العربية السعودية بتأسيس شركة الخطوط السعودية للتموين كشركة ذات مسؤولية محدودة في عام 2008م، وفي عام 2011م تم تحويلها إلى شركة مساهمة مقفلة، ومن ثم تم إدراج أسهمها في سوق الأسهم السعودية «تداول» كشركة مساهمة عامة في عام 2012م. ولا تزال الخطوط الجوية العربية السعودية أكبر مساهمي وعملاء الشركة.وفي أكتوبر 2023 أعلنت شركة الخطوط السعودية للتموين عن موافقة الجمعية العامة غير العادية على تغيير اسم الشركة التجاري ليصبح "شركة كاتريون للتموين القابضة".

## التأسيس
تأسست شركة الخطوط السعودية للتموين في عام 1981م، وشهدت على مدار الـ35 عاماً منذ تأسيسها توسعاً سريعاً لتمتد عملياتها إلى الأسواق المحلية والدولية. كما قامت على مدار الأعوام الماضية على تكثيف جهودها لتعزيز برنامج التحسين المستمر والابتكار وتبسيط العمليات بهدف تلبية الطلب المتنامي وتحقيق الكفاءة التشغيلية. تغطي عملياتها مجموعة واسعة من الخدمات المساندة وخدمات الضيافة للعملاء من شركات الطيران وغيرها من الشركات البارزة في قطاعات أخرى، حيث يشمل ذلك خدمات التموين في مجال المواد الغذائية والمشروبات، وتنسيق وتخطيط قوائم الطعام، وإنتاج وجبات الطعام المجمدة، وإدارة الصالات، وتنظيم قنوات التسوق، والمغاسل التجارية، والسكن، وخدمات الأمن.

## الرسالة والقيم والأهداف
تسعى شركة الخطوط السعودية للتموين منذ أن تأسست لتحقيق مهمتها الرئيسة المتمثلة في مساعدة العملاء على تطوير وتقديم مفاهيم وخدمات ضيافة تتفق مع أعلى المعايير، انطلاقًا من قِيمنا الأساسية بالالتزام بالجودة وفعالية التكلفة والعمل الجماعي والتركيز على العملاء. وبالتوازي مع جهودنا الرامية للحفاظ على مكانتنا الرائدة في مجال تموين الخطوط الجوية المحلية، وتلتزم أيضًا بتطبيق إستراتيجية التنويع التي تهدف من خلالها إلى الاستفادة من فرص النمو الجديدة، وتقليل الاعتماد على مصدر دخل واحد، وتحقيق قيمة إضافية لمساهميها وموظفيها.

### الرسالة
التفوق وتحقيق الريادة في السوق من خلال التحسين المستمر للعمليات، والابتكار، والالتزام بمواعيد التسليم لتحقيق أفضل مستويات الاستفادة لعملائها.

### القيم
- التركيز على العملاء [5]
- الالتزام بالجودة
- العمل الجماعي
- الشفافية
- الاستدامة

### الاستراتيجية
- الالتزام بأفضل المعايير العالمية المعمول بها واللوائح التنظيمية المحلية.[5]
- تبنّي ثقافة السلامة ودمجها في الثقافة المؤسسية للشركة.
- الالتزام بمصلحة العملاء والمساهمين. الالتزام بأداء يفوق توقعات العملاء. الحفاظ على القدرة التنافسية.
- دعم وتطوير الموارد البشرية.
- الحفاظ على مكانة الشركة كشريك مفضل للمزودين المعتمدين.

## الخدمات
مرت شركة الخطوط السعودية للتموين خلال تاريخها بمراحل مختلفة من التطور إلى أن تحولت اليوم إلى شركة متنوعة النشاطات تمارس أعمالها من خلال ثلاث قطاعات تجارية رئيسية:
- تموين الرحلات الجوية
- قطاع التجزئة
- خدمات التموين والمرافق

### تموين الرحلات الجوية
تقدم شركة الخطوط السعودية للتموين خدمات التموين والخدمات المساندة للخطوط الجوية السعودية ولمجموعة واسعة من شركات الطيران التي تسيّر رحلات جوية من وإلى المملكة. ونحرص بشدة على توفير أعلى جودة ممكنة لعملائنا وتلبية احتياجاتهم المتغيرة، ونضع ذلك على رأس أولياتنا وقبل كل شيء.
ويضم فريق الطهاة الدولي لدينا خبراء متخصصين في الأطباق المحلية والإقليمية والدولية. ويواظب الفريق بصورة مستمرة على مراجعة وتخطيط وتحسين قوائم الطعام للتأكد من أنها تلبي التوقعات العالية للمسافرين وتحقق أعلى مستويات الرضا. كما نقدم لعملائنا معدّات الطعام والمشروبات مثل أدوات المائدة وعربات الضيافة لمساعدتهم على تقديم الوجبات بسرعة، لاسيما في حالات الذروة. ويتم تقييم التكاليف والأسعار والجداول الزمنية للتسليم بصورة منتظمة للتأكد من أنها تعكس التزامنا تجاه عملائنا، فضلاً عن إمكانية تعديلها بناء على طلب العميل أو وفقاً لظروف السوق.
و ستواصل شركات الطيران والمطارات في المملكة تنفيذ خططها التوسعية لتلبية الطلب المتزايد من قبل المسافرين على خدمات السفر الجوي عالية الجودة، ما يعزز آفاق نمو قطاع خدمات تموين الرحلات الجوية، الأمر الذي يدفعنا إلى زيادة طاقتنا الإنتاجية واعتماد موارد إضافية في مرافق التموين الرئيسية.
وتشهد المملكة زيادة في خدمات الطيران الخاص والراقي، حيث تسيّر الخطوط الجوية السعودية رحلات بين الرياض وجدة على متن طائرات مصممة بالكامل لدرجة رجال الأعمال. وتمثل هذه الزيادة بالنسبة لنا فرصة جيدة لتطوير خدمات تموين الرحلات الجوية عبر الارتقاء بمستوى وقيمة خدمات الطعام والمشروبات والمعدّات، وترسيخ المكانة الرائدة لشركة الخطوط السعودية للتموين وتعزيز قدراتها التنافسية في هذا القطاع الذي بدأ يشهد زيادة في حدة المنافسة.

#### الصالات
في إطار اتفاقية عقدتها مع الخطوط الجوية العربية السعودية في عام 2008م، تدير شركة الخطوط السعودية للتموين صالات الفرسان التابعة للناقلة الجوية وغيرها من الصالات التي تقدم تجربة فاخرة للمسافرين على الدرجتين الأولى ورجال الأعمال ضمن المطارات الرئيسية في المملكة. ويمكن للمسافرين على الدرجات الأخرى دفع ثمن الدخول المباشر إلى هذه الصالات التي تشتمل على بوفيه شامل للمأكولات والمشروبات، وخدمات الإنترنت، ومجموعة مختارة من المجلات والصحف المحلية والعالمية، وغير ذلك من الخدمات التي تساعد المسافرين على الاسترخاء في بيئة مريحة قبل السفر. وقد قمنا خلال العام الماضي بحديث صالات الفرسان، من خلال تحسين المظهر الخارجي والمرافق وتقديم قائمة أوسع من الخدمات ووسائل الترفيه لضمان تجربة راقية من الطراز العالمي للمسافرين
ومع نجاحنا في تصميم مفهوم خاص بنا لصالات المطارات، نعمل حالياً على توسيع هذا المفهوم ليمتد إلى ما هو أبعد من صالات المطارات ليشمل صالات الانتظار في المصارف والمستشفيات والدوائر الحكومية وغيرها من المرافق المزدحمة، مما يتيح للعملاء الاستفادة من مستويات أعلى من الراحة ويمكّن الشركات أيضاً من تقديم خدمة ترقى إلى المستويات التي تطمح إليها. ومن خلال هذه الخطوة، ستشكل الصالات مجال نمو أكثر أهمية في المستقبل بالنسبة إلى شركة الخطوط السعودية للتموين.

### قطاع التجزئة
نمت أعمال الشركة في مجال البيع بالتجزئة نتيجة قوة أداء خدمات المبيعات الجوية التي أطلقتها شركة الخطوط الجوية العربية السعودية في عام 1985م، حيث نتولى حاليًا مهمة إدارة كافة الجوانب المتعلقة بالمبيعات الجوية وتقديم تجربة متميزة للعملاء على متن رحلات الطيران؛ بداية من الحصول على منتجات حصرية من الموردين ووصولًا إلى تحديث كتالوج المنتجات الذي تصدره الشركة بشكل منتظم واستكشاف قنوات جديدة لبيع المنتجات والسلع للعملاء. وقد عملنا خلال السنوات على تطوير مجموعة متنوعة وجذابة من المنتجات والسلع التي تتضمن العطور ومستحضرات التجميل وساعات اليد والمجوهرات والأجهزة الإلكترونية وألعاب الأطفال والمنتجات التي تحمل العلامة التجارية لشركة الخطوط الجوية العربية السعودية. وبالتالي، عملت الشركة على بناء علاقات وطيدة مع علامات تجارية عالمية رائدة بما يلبي احتياجات قاعدة عملائنا العريضة بمختلف شرائحها بمن فيهم أصاحب الثروات والذوق العالي.
وقد اتسعت قاعدة عملاء خدمات المبيعات الجوية بشكل جيد خلال السنوات الأخيرة، إذ نفتخر حاليًا بتقديم الخدمة لشركة طيران «ناس» الرائدة في قطاع الطيران الاقتصادي؛ حيث نتولى إدارة متاجر البيع بالتجزئة الأرضية وتشغيلها في المطارات الرئيسية في المملكة العربية السعودية، كما طورنا قناة للتسوق الإلكتروني عبر الإنترنت.

### خدمات التموين والمرافق
انتهجت شركة الخطوط السعودية للتموين استراتيجية طموحة لتوسيع آفاق عملها إلى مجالات أخرى تمتد إلى ما هو أبعد من مجالها الأساسي في تموين شركات الطيران، فأسست في عام 2008م وحدة عمل جديدة أطلقت عليها اسم وحدة التموين وخدمات المساندة لتقدم من خلالها وجبات الطعام، وخدمات الغسيل، وإدارة المواقع، والخدمات المساندة للشركات العاملة في مختلف القطاعات، بما في ذلك الشركات التي تعمل في المناطق النائية بالمملكة العربية السعودية. وفي عام 2015م، تم إعادة تسميتها لتصبح «وحدة التموين وخدمات المرافق» لتعكس التغييرات الداخلية ونطاق إمكاناتها المتنامية. وقد لعبت الوحدة دوراً هاماً في استراتيجية التنويع والنمو الإجمالي لشركة الخطوط السعودية للتموين، مدفوعة بالتجربة الطويلة التي تمتلكها الشركة في قطاع التموين على مدار أكثر من ثلاثة عقود وبالمعرفة والخبرة الواسعتين للشركاء الدوليين
وتشمل خدمات التموين والمرافق:
- خدمات التموين للحج والعمرة
- المناطق النائية
- قطاع السكك الحديدية
- قطاع الأعمال والصناعة
- خدمات الغسيل

## الشهادات والجوائز
تعمل شركة الخطوط السعودية للتموين وفقًا لأعلى معايير الجودة العالمية، وقد أسست منهجيات محددة ودقيقة، وبرامج تدريب راقية للموظفين لتطبيق هذه المعايير، وعلى وجه الخصوص معايير الجودة في الإنتاج الغذائي. ونتيجة لذلك احتلت شركة الخطوط السعودية للتموين مكانة رائدة في المملكة العربية السعودية، وتُعد واحدة من الشركات السعودية القليلة التي نالت شهادات اعتماد دولية مثل نظام تحليل المخاطر وتحديد نقاط التحكم الحرجة (HACCP) وأنظمة إدارة السلامة والصحة المهنية (OHSAS)، مما ساهم أيضًا في ارتفاع مستويات رضا العملاء والثقة التي تتمتع بها اليوم.
حازت على عدة جوائز وشهادات منها:
- شهادة حلال
- شهادة ISO 9001: 2008
- شهادة ISO 9001: 2008، الإصدار الأول
- شهادة ISO 22000: 2005
- شهادة ISO 22000: 2005، الإصدار الأول
- شهادة HACCP الدستور الغذائي
- شهادة OHSAS 18001: 2007
- شهادة HACCP الدستور الغذائي، الإصدار الأول

## وصلات خارجية
- الموقع الرسمي لشركة الخطوط السعودية للتموين (بالعربية)